# 오스만 왕조
오스만 왕조(튀르키예어: Osmanlı Hanedanı)는 오스만 제국의 가문으로, 13세기 말 아나톨리아 북동부를 지배한 초대 오스만 1세부터 시작하여 36대 메흐메트 6세가 폐위되는 1922년까지 오스만 제국에 군림했다.

## 같이 보기
- 오스만 제국의 군주
- 투그라
- 오스만 제국